# 유레루
《유레루》(일본어: ゆれる)는 일본에서 2006년에 개봉된 일본영화다.
니시카와 미와감독 두 번째 장편영화이며, 제59회 칸 영화제 감독주간에 출품됐다.

## 줄거리
고향을 떠나 도쿄에 사는 남동생 다케루는 사진가로서 성공해서 자유분방한 삶을 즐기고 있었다.
어머니가 돌아가신 1년 후, 다케루는 오랜만에 고향에 돌아오고 형인 미노루를 만났다.
미노루는 아버지의 주유소를 이으며 진지하게 살고 있었다. 주유소에는 다케루가 어렸을 때부터 알고 지낸 치에코가 일하고 있었다. 셋은 각자가 기억을 가진 하수미 계곡으로 가기로 했다.
계곡에는 오래된 줄다리가 있다. 꽃을 찍고 있었던 다케루는 줄다리를 봤을 때 충격적인 광경을 목격했다. 치에코가 줄다리에서부터 떨어지고 위에는 미노루가 망연하게 앉아 있었다.
미노루는 체포됐고 재판이 시작됐다. 성실하고 착했던 미노루는 다케루가 모르는 모습을 보이기 시작했다. 다케루와 형의 관계도 기억도 감정도 흔들리기 시작했다. 과연 형과 나는...

## 출연
- 오다기리 조 - 하야카와 다케루
- 가가와 데루유키 - 하야카와 미노루 (다케루의 형)
- 마키 요코 - 가와바타 치에코